# Axel Gabriel Leijonhufvud (1755–1826)
Axel Gabriel Leijonhufvud den äldre, född den 16 maj 1755 utanför Sundsberg i Finland, död den 9 november 1826 i Stockholm, var en svensk friherre och militär. Han bevistade Gustav III:s ryska krig 1788–1790.

## Biografi
Axel Gabriel Leijonhufvud föddes 1755 som son till friherre Axel Gabriel Leijonhufvud och Lovisa Taube. Han påbörjade redan som åttaåring sin militära karriär då han 1763 blev utnämnd till rustmästare vid Änkedrottningens livregemente. Han befordrades samma år till sergeant vid samma regemente. Det skulle dröja ett tag innan nästa befordran men år 1770 blev han stabsfänrik och 1776 blev han löjtnant. År 1782 blev han stabskapten.
Leijonhufvud blev den 30 april 1783 stabsadjutant hos den kommenderande generalen i Finland. Den 30 juni 1787 blev han befordrad till major i armén samt överadjutant hos befälhavaren i Finland. Han blev 1796 överstelöjtnant vid Änkedrottningens livregemente. 1797 tilldelades han Svärdsorden. Leijonhufvud blev utnämnd som tillförordnad landshövding i Nylands och Tavastehus län 1801. Han var tillförordnad kommendant på Sveaborg under tre månader 1807. Han blev överste och chef för Sveaborg regemente den 25 februari 1808. Han blev tillfångatagen av ryska trupper vid Sveaborgs kapitulation 1808. 1812 utnämndes han till överste vid Hälsinge regemente med expektanslön.
Leijonhufvud blev riddarhusdirektör den 1 juli 1815. Han blev ledamot av Frimurarebarnhusets direktion 1817 och av krigshovrätten åren 1819–1823. Han tilldelades Carl XIII:s orden den 28 januari 1819. Han avled 1826 i Stockholm och begravdes i Klara kyrka.

## Familj
Axel Gabriel Leijonhufvud var i sitt första äktenskap 1787 gift i Helsingfors med Lovisa Fredrika Sohlberg, men utan barn. Andra gången gifte han sig 1806 i Stockholm med Maria Fredrika von Spången, med vilken han fick fyra barn: Lovisa Fredrika, född 1807 på Sveaborg, stiftsjungfru, död ogift 1882 i Stockholm; Gustaf Adolf, född 1808 i Helsingfors, död 1809 i Mustiala; Margareta Sofia, född 1810 i Stockholm, stiftsjungfru, död i Stockholm 1867, gift 1830–1849 med kammarherren Axel Åke Belfrage samt Axel Gabriel, född 1812, kabinettskammarherre, död 1897.